# Il Mundial dimenticato
Il Mundial dimenticato - la vera incredibile storia dei Mondiali di Patagonia 1942 è un film falso documentario italiano/argentino del 2011 scritto e diretto da Lorenzo Garzella e Filippo Macelloni. Il film è stato presentato al Festival di Venezia 2011, e in altri festival italiani e internazionali, fra cui lo Shanghai International Film Festival e la Mostra Internacional de Cinema de São Paulo dove è stato premiato come miglior documentario internazionale. Il film ha ottenuto anche altri riconoscimenti (Bari International Film Festival, Bellaria Film Festival 2012, International Football Film Festival - Berlino, Incontri del Cinema italiano - Tolosa/Francia, Festival del Cinema dei Diritti Umani - Napoli, San Marino Film Festival, Trani Film Festival). È stato selezionato nella cinquina finalista ai Nastri d'Argento 2013, sezione documentari.

## Trama
Muovendosi in una zona d'ombra della storia del calcio e della storia del XX secolo, in bilico fra lo stile rigoroso del documentario e lo spirito inventivo del cinema, il film racconta in chiave fittizia le vicende di un immaginario Campionato mondiale di calcio del 1942, mai riconosciuto dagli organi ufficiali dello sport, rimasto per decenni avvolto nella leggenda senza che se ne conoscesse il vincitore. Il ritrovamento di uno “scheletro con la macchina da presa”, in mezzo ai dinosauri fossili della Patagonia argentina, fornisce la tessera mancante per ricomporre finalmente il mosaico disperso del Mundial dimenticato.

### Il mondiale
Nella finzione, il campionato mondiale di calcio 1942 viene organizzato per iniziativa del conte Otz, ministro del fittizio Regno di Patagonia che spera con questa competizione di poter fermare la guerra in Europa; la Germania è formata da soldati incaricati della manutenzione di un cavo telefonico sottomarino che collega Europa e Sudamerica, mentre l'Italia schiera esuli antifascisti emigrati in Argentina, che lavoravano alla costruzione di una vicina diga, a cui si aggiungono Bernini e Puricelli, due calciatori professionisti ingaggiati con una colletta della comunità italiana.
Gli arbitri sono William Brett Cassidy, presunto figlio di Butch Cassidy, e il maresciallo Parlow, un ufficiale militare inglese noto per i suoi metodi violenti, che non esitava a sparare ai calciatori in disaccordo con le sue decisioni.
La finale viene vinta dalla selezione dei Mapuche, che nell'ultimo atto della manifestazione sconfiggono i tedeschi per 2-1; tuttavia, durante gli ultimi minuti della partita scoppia un violento nubifragio che fa crollare un argine della diga, causando una confusione generale.
Nella finzione, il mondiale viene cancellato da tutti i libri per via dello strano arbitraggio e dei vari problemi presentatisi.

## Produzione
Il film è liberamente ispirato a "Il figlio di Butch Cassidy", racconto di Osvaldo Soriano. Come affermato dallo stesso Lorenzo Garzella, il film lascia allo spettatore il compito di stabilire dov'è il confine fra la memoria e la leggenda, fra la realtà e l'invenzione.

## Distribuzione
Il film è stato distribuito nelle sale italiane il 1º giugno 2012.

## Accoglienza
Il film, presentando le vicende in stile documentaristico, ha generato equivoci e dibattiti sulla stampa e fra il pubblico riguardo alla veridicità dei fatti narrati. Il giornalista Ezequiel Fernández Moores ne ha parlato sul quotidiano argentino La Nación: «"Quel Campionato del Mondo non è mai stato ufficialmente riconosciuto dalla FIFA" ha detto, testualmente, un comunicato diffuso da una delle agenzie di stampa più famose del mondo dopo la presentazione di Venezia. "Riportando alla luce queste immagini gli autori del film chiedono che mai più scenda l'oblìo non solo sulla celebrazione di questo torneo, ma anche sul nome del vincitore [...]" aggiunge il comunicato. Il giorno successivo la notizia è stata ripresa da quotidiani di Messico, Perù, Spagna e Argentina. Alcuni media hanno aggiunto parole e informazioni drammatizzando l'ingiustizia. Ci sono stati lettori che hanno reagito sul web. "Una buona vicenda per il mondo del calcio, specialmente quello sudamericano... il Perù ha partecipato a questa manifestazione?" ha domandato per esempio un appassionato di quel paese"».

## Critica
Il film è stato accolto favorevolmente dalla critica sia italiana che internazionale.

### Stampa internazionale
Il 29 marzo 2013 il quotidiano sportivo francese L'Équipe ha segnalato "The Lost World Cup" (Il Mundial Dimenticato) in terza posizione fra i migliori film sul calcio di tutti i tempi, in un articolo a cura dello storico del cinema Jan Tilman Schwab, che definisce il film "un bijou d'humour absurde, bourré de références historiques et culturelles" ("un gioiello di umorismo assurdo, ricco di riferimenti storici e culturali").
A giugno 2012 Paul Bompard, corrispondente di Times Higher Education e collaboratore del Times ha recensito il film sul settimanale Internazionale assegnando un rating di 4/5: "Garzella e Macelloni hanno fatto un lavoro geniale, demenziale, surreale e tecnicamente magnifico. Dopo pochi minuti di visione, quando viene ritrovato lo scheletro di un cineoperatore ancora aggrappato alla sua cinepresa, si viene completamente catturati da una storia fantastica, divertente, e stranamente credibile".
Derek Adams, Time Out London, 18 aprile 2013, rating film: 3/5: "a ‘what if’ scenario of bizarre and very well assembled proportions. The accompanying archive footage is remarkably authentic but there are subtle hints and clues that what you're watching is really a spoof. And a cleverly mounted one at that" ("uno scenario da ‘cosa accadrebbe se’ di bizzarre proporzioni molto ben assemblate. Il materiale d'archivio che accompagna il film sembra notevolmente autentico anche se ci sono sottili riferimenti e indizi che indicano che stiamo assistendo a una finzione. E il tutto è montato in modo intelligente a questo scopo").
Ernesto Pérez, ANSA America Latina, 6 settembre 2011: "una de las pelìculas mas curiosas y divertidas del Festival de Venecia (...). La pelicula, de una inventiva y una ironia insuperables, es uno de los mejores ejemplos del los ‘mock-documentaries’" (uno dei film più curiosi e divertenti del Festival di Venezia (...) Il film, di un'inventiva e ironia insuperabili, è uno dei migliori esempi di ‘mockumentary’).

### Stampa italiana
Complessivamente positivo fu inoltre il giudizio riservato al film dalla stampa italiana, coi principali punti di forza della pellicola individuati nel connubio tra gli aspetti agonistico e cinematografico.

## Influenza culturale
Il film ha ispirato la storia a fumetti di Martin Mystère Il mondiale che non c'era, pubblicato sul numero 363 del periodico di giugno 2019.